# Adolf Aarno
Karl Adolf Aarno (originalmente Kalle Virtanen) (9 de septiembre de 1879, Tyrvää-28 de diciembre de 1918, Tyrvää)  fue un escultor finés , precursor de la aviación a motor en su país.
Recibió inicialmente formación como maestro. 
Posteriormente se formó  como escultor en Francia.
A su regreso a Finlandia desempeñó la labor de maestro de dibujo y canto en la escuela primaria de Tampere. Redujo su actividad artística en la década de 1910, al iniciar su actividad en el mundo de los negocios. Muchas tumbas de la época fueron diseñadas por él. 
En 1911 compró su primer aeroplano en el puerto de Helsinki. Desde ese año comenzó sus pruebas sobre el hielo. Sufrió varios accidentes.
Enfermó y falleció a final del año 1918.
En 1961, Rainer Ahonius, su ayudante en los primeros vuelos, editó sus memorias.